# Liceo classico Pilo Albertelli
Il "Pilo Albertelli" è un liceo classico statale di Roma. Sito in via Daniele Manin 72, è uno dei più antichi licei della città.
Qui studiò Enrico Fermi.

## Storia
Nato nel 1879 come Terzo liceo regio, nel 1881 l'istituto chiese al re di poter cambiare il nome in Umberto I; il sovrano acconsentì di buon grado, inviando una lettera della sua segreteria particolare all'allora Ministro della Pubblica Istruzione.
Nell'eccidio delle Fosse Ardeatine del 1944 trovò la morte anche Pilo Albertelli, professore di storia e filosofia del liceo Umberto I. In ricordo della personalità di Albertelli e per preservare la memoria di un evento tanto drammatico, ma anche significativo per la rinascita morale della Repubblica Italiana, alcuni anni dopo la scuola fu a lui intitolata. Tra i docenti, si ricorda il filosofo, pedagogista e medico Nicolò d'Alfonso, che vi insegnò filosofia dal 1889 al 1903, a cui è dedicata la biblioteca d'istituto.

## Contesto
Geograficamente l'istituto appartiene all'ambito territoriale comprendente i rioni Monti, Esquilino, Castro Pretorio e Pinciano. Per tradizioni storiche e culturali il liceo è, però, punto di riferimento soprattutto dei rioni Esquilino, Monti e Trevi.
Il liceo ha un bacino di utenza eterogeneo e variegato, che si estende, a partire dal primo municipio, lungo le direttrici della Prenestina, della Tiburtina, della Tuscolana e dell'Appia.
Per onorare Enrico Fermi, diplomatosi presso l'istituto (allora Liceo Umberto I) nel 1915, la scuola ha promosso nel 1996 l'associazione culturale "Comitato Panisperna", con l'obiettivo prioritario di trasformare i locali che ospitavano l'istituto di fisica in cui Fermi lavorò, proprio in Via Panisperna, in Museo storico della fisica e centro studi e ricerche.